# Milocera dubia
Milocera dubia là một loài bướm đêm trong họ Geometridae.